# Бистшек
Бистшек (пол. Bystrzek, нім. Wieseneck) — село в Польщі, у гміні Сьрем Сьремського повіту Великопольського воєводства.
Населення — 59 осіб (2011).
У 1975—1998 роках село належало до Познанського воєводства.

## Демографія
Демографічна структура станом на 31 березня 2011 року:
|          | Загалом | Допрацездатний вік | Працездатний вік | Постпрацездатний вік |
| -------- | ------- | ------------------ | ---------------- | -------------------- |
| Чоловіки | 31      | 4                  | 23               | 4                    |
| Жінки    | 28      | 4                  | 17               | 7                    |
| Разом    | 59      | 8                  | 40               | 11                   |